# لزتانگ
لزتانگ (به فرانسوی: Les Étangs) یک کمون در فرانسه است که در کانتون ویگی واقع شده‌است.

## خصوصیات
لزتانگ ۶٫۰۵ کیلومترمربع مساحت و ۴۲۴ نفر جمعیت دارد و ۲۱۸ متر بالاتر از سطح دریا واقع شده‌است.